# Michael Esders

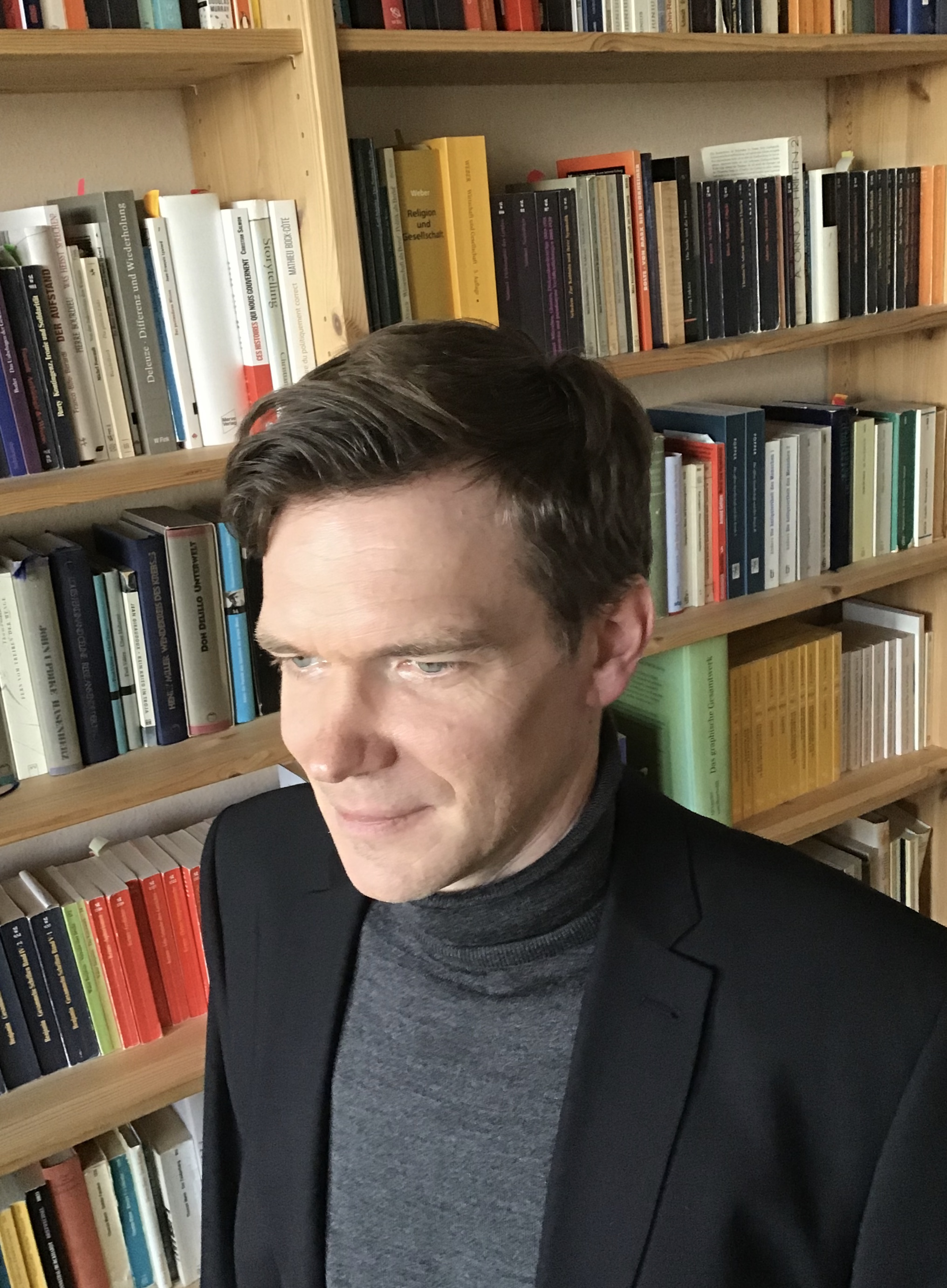
Michael Esders, 2020

Michael Esders (* 1971) ist ein deutscher Autor, Literaturwissenschaftler und Journalist.

## Leben
Michael Esders studierte Germanistik, Philosophie und Soziologie an der Westfälischen Wilhelms-Universität Münster und wurde 1999 mit einer Arbeit über Begriffs-Gesten. Philosophie als kurze Prosa von Friedrich Schlegel bis Adorno promoviert. Nach einem Tageszeitungsvolontariat arbeitete er als Redakteur und in der Unternehmenskommunikation.

## Kernthesen
In seinen Büchern und Essays untersucht Michael Esders, wie Medien, Marketing und Public Relations literarische Darstellungsformen als Formatvorlagen nutzen. Poetische Sprechweisen und ästhetische Strategien trügen dazu bei, manipulative Absichten unter dem Deckmantel der Interesselosigkeit zu verschleiern und gleichzeitig noch effektiver durchzusetzen, argumentiert Esders. Prominentestes Beispiel für diese Adaption poetischer Formen, die er als ‚Enteignung‘ fasst, sei der weltweite Boom des Storytelling.
Die kommerzielle Verwertung der Sprache setzt sich bis in die Mikrostruktur von Texten hinein fort und dominiert zunehmend deren Gestaltung, wie Esders in seinem 2017 erschienenen Buch Alphabetisches Kapital analysiert. Über algorithmisch gesteuerte Sprachfunktionen in Suchmaschinen und Sozialen Netzwerken, die der Autor als „digitale Begriffsbörsen“ charakterisiert, etabliere sich schleichend eine „monetäre Grammatik“.
In seinem 2020 erschienenen Buch Sprachregime nimmt Esders die Wahrnehmungs- und Meinungslenkung in politischen Narrativen wie der „Willkommenskultur“ oder der „Klimarettung“ in den Blick. Deren Wirkung entfalte sich nicht primär auf der Wortebene, sondern in einem umfassenden, im Verborgenen wirkenden "Sprachregime", führt Esders aus. Dieses verleihe der gewünschten Deutung jene Durchgängigkeit, aus der sich nach Belieben Wahrheits- und Legitimitätsansprüche ableiten lassen, und liefere Evidenzen, die gegen empirische Widerlegung immun sind.
Im 2022 erschienenen Buch Ohne Bestand beschäftigt er sich mit der Zerstörung sozialer, kultureller und symbolischer Grundbestände, der „ungeschriebenen Grammatik der Gewohnheiten“ in den westlichen Gesellschaften. Diese sozialen Bestände charakterisiert er auch als „historisch entstandene, kulturell gewachsene und zum Teil auch errungene Ressourcen der Selbstverständlichkeit“ sowie als „geschichtlich bewährte[n] Üblichkeiten“, die die Gesellschaft untergründig prägen und ihren Zusammenhalt sichern. Diese würden im großen Stil in Frage gestellt und nicht nur fahrlässig, sondern vorsätzlich zerstört, um sozialtechnologisch eine „neue Normalität“ zu etablieren. Beispiele seien das „Hygieneregime“ und die „Desorientierung und Dekonstruktion der Geschlechtsidentität, der Kult des ‚Queeren' und die sich immer weiter ausbreitende Gesinnungsgrammatik des Gendersprechs“. Dem „Angriff auf die Lebenswelt“ stellt er in konservativer Denktradition eine Rückbesinnung auf das westliche Geschichts- und Herkunftsbewusstsein gegenüber. Ziel sei es, Bestände zu reaktivieren und soziale „Fraglosigkeitszonen“ zu erhalten, die es nicht nur benötige, um gesellschaftliche Zustände zu bewahren, sondern auch zu verändern.

## Schriften

### Bücher
- Begriffs-Gesten. Philosophie als kurze Prosa von Friedrich Schlegel bis Adorno. Frankfurt am Main, Berlin, Bern, Bruxelles, New York, Oxford, Wien: Lang 2000.   ISBN 978-3-631-36159-7
- Die enteignete Poesie. Wie Medien, Marketing und PR die Literatur ausbeuten. Bielefeld: Aisthesis 2011. ISBN 978-3-89528-876-0
- Ware Geschichte. Die poetische Simulation einer bewohnbaren Welt. Bielefeld: Aisthesis 2014. ISBN 978-3-8498-1075-7.
- Alphabetisches Kapital. Über die Ökonomie der Bedeutungen. Bielefeld: Aisthesis 2017. ISBN 978-3-8498-1244-7
- Sprachregime. Die Macht der politischen Wahrheitssysteme. Lüdinghausen, Berlin: Manuscriptum 2020 (Werkreihe TUMULT, Bd. 10). ISBN 978-3-948075-14-9
- Ohne Bestand. Angriff auf die Lebenswelt. Neuruppin: Manuscriptum 2022 (Edition Sonderwege). ISBN 978-3-948075-48-4
- Tapetenbewohner. Einhundert Expeditionen ins Eigene. Lüdinghausen: Manuscriptum 2024 (Edition Sonderwege). ISBN 978-3-948075-01-9

### Aufsätze / Essays (Auswahl)
- Kleine Philosophie. Kurze Prosa bei Simmel, Bloch, Benjamin, Adorno und Flusser. In: Weimarer Beiträge. 46 (2000), S. 250–260.
- Storytelling. Über die Enteignung des Erzählens. In: Merkur. Deutsche Zeitschrift für europäisches Denken 64 (2010). S. 25–35.
- Echtzeit. Zur Konjunktur eines Begriffs. In: Merkur. Deutsche Zeitschrift für europäisches Denken 66 (2012). S. 351–356.
- Begriffsbörsen. Über die Wortverwertung im Netz. In: Merkur. Deutsche Zeitschrift für europäisches Denken 69 (2015). S. 78–85.
- Google und der Wert der Wörter. In: Neue Zürcher Zeitung vom 26. Oktober 2017.